# Rusko na Letních olympijských hrách 2012
Rusko na Letních olympijských hrách v roce 2012 v Londýně reprezentovala výprava 444 sportovců ve 30 sportech.

## Medailisté
| Medaile | Jméno | Sport                   | Soutěž                                 |
| ------- | --- | ----------------------- | -------------------------------------- |
| Zlato   | Arsen Galsťan | Judo                    | Muži 60 kg                             |
| Zlato   | Mansur Isajev | Judo                    | Muži 73 kg                             |
| Zlato   | Tagir Chajbulajev | Judo                    | Muži 100 kg                            |
| Zlato   | Roman Vlasov | Zápas                   | Muži řecko-římský 74 kg                |
| Zlato   | Alija Mustafinová | Sportovní gymnastika    | Ženy bradla                            |
| Zlato   | Alan Čugajev | Zápas                   | Muži řecko-římský 84 kg                |
| Zlato   | Julija Zaripovová | Atletika                | Ženy 3000 m překážek                   |
| Zlato   | Natalja Iščenko Světlana Romašinová | Synchronizované plavání | Ženy dvojice                           |
| Zlato   | Ilja Zacharov | Skoky do vody           | Muži prkno 3 m                         |
| Zlato   | Ivan Uchov | Atletika                | Muži skok do výšky                     |
| Zlato   | Natalja Anťuchová | Atletika                | Ženy 400 m překážek                    |
| Zlato   | Natalja Vorobjova | Zápas                   | Ženy volný styl 72 kg                  |
| Zlato   | Anastasija Davydovová Marija Gromova Natalja Iščenko Elvira Chasjanova Darja Korobova Alexandra Packevič Světlana Romašinová Alla Šiškina Anželika Timanina                                   | Synchronizované plavání | Ženy družstvo                          |
| Zlato   | Džamal Otarsultanov | Zápas                   | Muži volný styl 55 kg                  |
| Zlato   | Taťjana Lysenková | Atletika                | Ženy hod kladivem                      |
| Zlato   | Jurij Postrigaj Alexandr Ďačenko | Kanoistika              | Muži K-2 200 m                         |
| Zlato   | Sergej Kirďapkin | Atletika                | Muži chůze 50 km                       |
| Zlato   | Jevgenija Kanajevová | Moderní gymnastika      | Ženy víceboj jednotlivkyň              |
| Zlato   | Jelena Lašmanovová | Atletika                | Ženy chůze 20 km                       |
| Zlato   | Marija Savinovová | Atletika                | Ženy běh 800 m                         |
| Zlato   | Anna Čičerovová | Atletika                | Ženy skok do výšky                     |
| Zlato   | Jegor Mechoncev | Box                     | Muži váha polotěžká do 81 kg           |
| Zlato   | Anastasija Blizňuk Uljana Donskova Xenija Dudkina Alina Makarenko Anastasija Nazarenko Karolina Sevasťjanovová                                                                                | Moderní gymnastika      | Družstvo žen                           |
| Zlato   | Nikolaj Apalikov Taras Chtěj Sergej Grankin Sergej Teťuchin Alexandr Sokolov Jurij Berežko Alexandr Butko Dmitrij Muserskij Dmitrij Iljinych Maxim Michajlov Alexandr Volkov Alexej Območajev | Volejbal                | turnaj mužů                            |
| Stříbro | Světlana Carukajevová | Vzpírání                | Ženy 63 kg                             |
| Stříbro | Xenija Afanasjeva Anastasija Grišina Viktorija Komova Alija Mustafinová Marija Paseka | Sportovní gymnastika    | Družstvo žen víceboj                   |
| Stříbro | Ilja Zacharov Jevgenij Kuzněcov | Skoky do vody           | Muži synchronizované skoky z prkna 3 m |
| Stříbro | Sofja Veliká | Šerm                    | Ženy šavle                             |
| Stříbro | Viktorija Komova | Sportovní gymnastika    | Ženy víceboj – jednotlivci             |
| Stříbro | Aida Šanajevová Inna Deriglazovová Kamilla Gafurdžanovová Larisa Korobejnikovová | Šerm                    | Družstvo žen fleret                    |
| Stříbro | Dmitrij Ušakov | Skoky na trampolíně     | Muži                                   |
| Stříbro | Alexandr Michajlin | Judo                    | Muži +100 kg                           |
| Stříbro | Natalja Zabolotná | Vzpírání                | Ženy 75 kg                             |
| Stříbro | Anastasija Zujevová | Plavání                 | Ženy 200 m znak                        |
| Stříbro | Jevgenij Korotyškin | Plavání                 | Muži 100 m motýlek                     |
| Stříbro | Apti Auchadov | Vzpírání                | Muži 85 kg                             |
| Stříbro | Marija Šarapovová | Tenis                   | Ženy dvouhra                           |
| Stříbro | Alexandr Ivanov | Vzpírání                | Muži 94 kg                             |
| Stříbro | Darja Piščalnikovová | Atletika                | Ženy hod diskem                        |
| Stříbro | Taťjana Kaširinová | Vzpírání                | Ženy nad 75 kg                         |
| Stříbro | Děnis Abljazin | Sportovní gymnastika    | Muži přeskok                           |
| Stříbro | Jevgenija Kolodková | Atletika                | Ženy vrh koulí                         |
| Stříbro | Rustam Totrov | Zápas                   | Muži řecko-římský 96 kg                |
| Stříbro | Jelena Sokolovová | Atletika                | Ženy skok do dálky                     |
| Stříbro | Sofja Očigava | Box                     | Ženy váha lehká do 60 kg               |
| Stříbro | Naděžda Torlopova | Box                     | Ženy váha střední do 75 kg             |
| Stříbro | Darja Dmitrijevová | Moderní gymnastika      | Ženy víceboj jednotlivkyň              |
| Stříbro | Olga Kaniskinová | Atletika                | Ženy chůze 20 km                       |
| Stříbro | Besik Kuduchov | Zápas                   | Muži volný styl 60 kg                  |
| Stříbro | Natalja Anťuchová Taťjana Firovová Julija Guščinová Anastasija Kapačinská Antonina Krivošapková Natalja Nazarovová                                                                            | Atletika                | Ženy štafeta 4 × 400 m                 |
| Bronz   | Nikolaj Kovaljov | Šerm                    | Muži šavle                             |
| Bronz   | Sergej Fesikov Andrej Grečin Danila Izotov Jevgenij Lagunov Nikita Lobincev Vladimir Morozov                                                                                                  | Plavání                 | Muži štafeta 4 × 100 m volný styl      |
| Bronz   | Olga Zabělinská | Cyklistika              | Ženy silniční závod jednotlivců        |
| Bronz   | Ivan Nifontov | Judo                    | Muži 81 kg                             |
| Bronz   | Olga Zabělinská | Cyklistika              | Ženy časovka jednotlivců               |
| Bronz   | Vasilij Mosin | Sportovní střelba       | Muži double trap                       |
| Bronz   | Alija Mustafinová | Sportovní gymnastika    | Ženy víceboj – jednotlivci             |
| Bronz   | Julija Jefimovová | Plavání                 | Ženy 200 m prsa                        |
| Bronz   | Valerija Sorokina Nina Vislova | Badminton               | Ženy čtyřhra                           |
| Bronz   | Taťjana Černovová | Atletika                | Ženy sedmiboj                          |
| Bronz   | Taťjana Petrovová | Atletika                | Ženy maraton                           |
| Bronz   | Děnis Abljazin | Sportovní gymnastika    | Muži prostná                           |
| Bronz   | Marija Paseka | Sportovní gymnastika    | Ženy přeskok                           |
| Bronz   | Marija Kirilenková Naděžda Petrovová | Tenis                   | Ženy čtyřhra                           |
| Bronz   | Mingijan Semjonov | Zápas                   | Muži řecko-římský 55 kg                |
| Bronz   | Zaur Kuramagomedov | Zápas                   | Muži řecko-římský 60 kg                |
| Bronz   | Jelena Isinbajevová | Atletika                | Ženy skok o tyči                       |
| Bronz   | Alija Mustafinová | Sportovní gymnastika    | Ženy prostná                           |
| Bronz   | Ruslan Albegov | Vzpírání                | Muži nad 105 kg                        |
| Bronz   | Ljubov Volosova | Zápas                   | Ženy volný styl 63 kg                  |
| Bronz   | Alexej Děnisenko | Taekwondo               | Muži 58 kg                             |
| Bronz   | Alexej Korovaškov Ilja Pervuchin | Kanoistika              | Muži C-2 1000 m                        |
| Bronz   | David Ajrapeťan | Box                     | Muži váha lehká muší do 49 kg          |
| Bronz   | Děnis Carguš | Zápas                   | Muži volný styl 74 kg                  |
| Bronz   | Miša Alojan | Box                     | Muži váha muší do 52 kg                |
| Bronz   | Andrej Zamkovoj | Box                     | Muži Váha lehká střední do 69 kg       |
| Bronz   | Ivan Štyl | Kanoistika              | Muži C-1 200 m                         |
| Bronz   | Jekatěrina Poistogovová | Atletika                | Ženy běh na 800 m                      |
| Bronz   | Bilal Machov | Zápas                   | Muži volný styl 120 kg                 |
| Bronz   | Světlana Školinová | Atletika                | Ženy skok do výšky                     |
| Bronz   | Anastasija Baryšnikova | Taekwondo               | Ženy +67 kg                            |
| Bronz   | Semjon Antonov Vitalij Fridzon Alexej Šved Timofej Mozgov Sergej Karasjov Saša Kaun Jevgenij Voronov Viktor Chrjapa Sergej Moňa Dmitrij Chvostov Anton Ponkrašov Andrej Kirilenko             | Basketbal               | Turnaj mužů                            |

## Jednotlivé sporty

### Tenis
| Sportovec                              | Soutěž  | 64 hráčů v kole                  | 32 hráčů v kole                                      | 16 hráčů v kole                                  | Čtvrtfinále                                | Semifinále                             | Finále                                                | Pořadí  |
| Sportovec                              | Soutěž  | Soupeř výsledek                  | Soupeř výsledek                                      | Soupeř výsledek                                  | Soupeř výsledek                            | Soupeř výsledek                        | Soupeř výsledek                                       | Pořadí  |
| -------------------------------------- | ------- | -------------------------------- | ---------------------------------------------------- | ------------------------------------------------ | ------------------------------------------ | -------------------------------------- | ----------------------------------------------------- | ------- |
| Alex Bogomolov                         | dvouhra | Berlocq (ARG) · 7–5, 7–6(7–5)    | Almagro (ESP) · 2–6, 2–6                             |                                                  |                                            |                                        |                                                       | 17.–32. |
| Nikolaj Davyděnko                      | dvouhra | Štěpánek (CZE) · 6–4, 6–3        | Nišikori (JPN) · 6–4, 4–6, 1–6                       |                                                  |                                            |                                        |                                                       | 17.–32. |
| Dmitrij Tursunov                       | dvouhra | López (ESP) · 7–6(7–5), 2–6, 7–9 |                                                      |                                                  |                                            |                                        |                                                       | 33.–64. |
| Michail Južnyj                         | dvouhra | Benneteau (FRA) · 5–7, 3–6       |                                                      |                                                  |                                            |                                        |                                                       | 33.–64. |
| Michail Južnyj Nikolaj Davyděnko       | čtyřhra |                                  | Kas / · Petzschner (GER) · 7–5, 7–5                  | B. Bryan / · M. Bryan (USA) · 6–7(6–8), 6–7(1–7) |                                            |                                        |                                                       | 9.–16.  |
| Maria Kirilenková                      | dvouhra | Duque (COL) · 6–0, 1–1r          | Watson (GBR) · 6–3, 6–2                              | Görges (GER) · 7–6(7–5), 6–3                     | Kvitová (CZE) · 7–6(7–3), 6–3              | Šarapova (RUS) · 2–6, 3–6              | Azarenka (BLR) · 3–6, 4–6                             | 4.      |
| Naděžda Petrovová                      | dvouhra | Čeng (CHN) · 6–4, 7–6(9–7)       | Tatišvili (GEO) · 6–3, 6–7(5–7), 6–2                 | Azarenka (BLR) · 6–7(6–8), 4–6                   |                                            |                                        |                                                       | 9.–16.  |
| Maria Šarapovová                       | dvouhra | Pe'er (ISR) · 6–2, 6–0           | Robson (GBR) · 7–6(7–5), 6–3                         | Lisicki (GER) · 6–7(8–10), 6–4, 6–3              | Clijsters (BEL) · 6–2, 7–5                 | Kirilenko (RUS) · 6–2, 6–3             | S. Williams (USA) · 0–6, 1–6                          | stříbro |
| Věra Zvonarevová                       | dvouhra | Arvidsson (SWE) · 7–6(7–3), 6–4  | Schiavone (ITA) · 6–3, 6–3                           | S. Williams (USA) · 1–6, 0–6                     |                                            |                                        |                                                       | 9.–16.  |
| Maria Kirilenková Naděžda Petrovová    | čtyřhra |                                  | Jans-Ignacik / · Rosolska (POL) · 6–7(5–7), 6–3, 6–2 | Švedova / · Voskobojeva (KAZ) · 6–3, 6–2         | Pcheng / · Čeng (CHN) · 7–5, 6–7(4–7), 6–4 | Williams / · Williams (USA) · 5–7, 4–6 | (malé finále) Huber / · Raymond (USA) · 4–6, 6–4, 6–1 | bronz   |
| Jelena Vesninová Jekatěrina Makarovová | čtyřhra |                                  | Gajdošová / · Rodionova (AUS) · 6–1, 6–4             | Görges / · Grönefeld (GER) · 6–2, 6–1            | Huber / · Raymond (USA) · 3–6, 3–6         |                                        |                                                       | 5.–8.   |
| Jelena Vesninová Michail Južnyj        | mix     |                                  |                                                      | Dulko / · del Potro (ARG) · 3–6, 5–7             |                                            |                                        |                                                       | 9.–16.  |